# Szociális viselkedés
Etológiai értelemben társas (szociális) viselkedésnek nevezünk minden olyan magatartásformát, amely több, ugyanabba a fajba tartozó állat részvételét igényli. A társas viselkedés fontos elemei a szociális állatok csoportszerveződése, a kommunikáció formái, az agresszió, a csoporton belüli rangsor kialakulása és a szociális tanulás.

## Az állati csoportok típusai
- Valódi csoportnak akkor tekintjük több állat csoportosulását, ha az a szociális vonzódás eredményeképp alakul ki. A valódi csoportban az egyedek együttműködnek, és a csoport szerkezettel rendelkezik.
- Ha nem a szociális vonzódás, hanem valamilyen más, legtöbbször külső tényező hatására alakul ki a csoportosulás, azt aggregációnak nevezzük. Az aggregáció létrejöttét okozó külső tényező például az időjárás. Egy Mexikóban élő keresztespókfaj egyedei a hideg elleni védekezésül tömörülnek össze, így csökkentve a hőveszteségüket. Másik oka lehet sok állat aggregálódásának az, hogy az élőhelyen valamilyen létfontosságú forrás (például víz vagy táplálék) foltosan található meg, ezért az állatok kénytelenek egymás közelében tartózkodni. Ragadozók jelenlétének hatására is kialakulhatnak aggregációk. Például seregély rajoknál figyelték meg, hogy a raj összetömörül, mikor ragadozó madár van a közelben. Mivel a raj szélén lévő egyedekre nehezedő predációs kockázat nagyobb, mint a raj belsejében tartózkodó madarak esetében, így minden egyed igyekszik a raj belsejébe jutni. Emiatt szervezettnek tűnő, örvénylő mozgás alakul ki, azonban ez a szervezettség csak látszólagos, az egyedek egyéni érdekeinek felel meg.

A csoportokat lehet a csoport fennállásának időtartama szerint is tipizálni. Eszerint megkülönböztetünk állandó és átmeneti csoportokat. Átmeneti csoportok létrejöttének egyik oka lehet a párzás. Számos faj esetében megfigyelt jelenség az ún. lek-viselkedés. A lek, vagy párzódomb egy olyan hely, ahol a hímek összegyűlnek, és a nőstények párt választanak maguknak közülük. Intenzíven tanulmányozott lek-viselkedése van például a fajd féléknek.

## A valódi csoportok altípusai
A valódi csoportokat tovább lehet tipizálni a csoportot alkotó egyedek közötti szociális vonzódás erőssége szerint.
- Ha a csoportban lévő állatok között nem alakul ki egyedi kapcsolat, azok nem képesek egymást egyedi módon megkülönböztetni, a csoport anonim. Ennek két típusát különböztetjük meg, a csoporthoz csatlakozás lehetősége szerint:
  - a nyílt anonim csoportok létszáma nem állandó, erős fluktuációkat mutathat, a csoportot alkotó egyedek folyamatosan cserélődnek. Ilyen például sok halraj.
  - ha a csoport tagjai, bár egyedileg nem tudják azonosítani egymást, mégis van valamilyen közös jellegzetességük, aminek alapján a csoport tagjai egy másik egyedről el tudják dönteni, hogy az a csoport tagja-e vagy sem, zárt anonim csoportnak nevezzük.
- ha a csoport tagjai egyedileg is meg tudják különböztetni egymást, individualizált csoportról beszélünk. Ez jellegéből fakadóan zárt, egy ismeretlen egyed számára az esetek többségében nehéz a csoport tagjává válni.

## A csoportok funkciója
Azokat a csoportokat, amelyek tagjai leszármazási kapcsolatban állnak egymással, rokoni csoportoknak nevezzük. Ezek lehetnek családi csoportok, mikor a csoport tagjai egy szülői pár (vagy csak az egyik szülő) és legutóbbi almukba tartozó leszármazottaik. A nagycsalád típusú csoportba a szűken értelmezett családtagokon kívül beletartoznak más, legtöbbször fiatal egyedek, amelyek sokszor a szülők korábbi utódai, de önálló szaporodásra még képtelenek. Rokoni csoportnak nevezhetők az alsóbbrendű telepes állatok alkotta klónális csoportok is, melyek tagjai egy egyed klónális szaporodása révén jöttek létre, így genetikailag identikusak vele.
A csoportok egy részének funkciója a párzás, illetve az utódok gondozása, ezeket párosodási csoportoknak nevezzük. Az ilyen csoportokat alkotó egyedek száma illetve szexaránya a fajra illetve az élőhely ökológiai viszonyaira jellemző bélyeg, amelyet párosodási típusnak nevezünk, és a viselkedésökológia foglalkozik behatóan vele. Ha egy hím és egy nőstény alkot egy párosodási csoportot, annak neve monogám pár. Ha az egyik nem képviselőjére több másik nembeli egyed jut a csoporton belül, akkor poligámiáról, háremről beszélünk.
Mikor számos monogám pár vagy hárem tartózkodik egy helyen, kolóniát alkotnak. Számos tengeri madár fészkel kolóniákban, de számos fókafaj is él több ezer tagot számláló kolóniákban.
A csoportok funkciója bizonyos esetben a táplálékgyűjtés, ezeket gyűjtögető csoportoknak nevezzük. Ez a csoporttípus a madarak körében gyakori: verebek, varjúfélék keresgélnek élelmet csoportosan, és a talált táplálékra bizonyos esetekben felhívják egymás figyelmét.
A csoportképzés talán legelterjedtebb oka a ragadozók elleni védekezés, illetve a predációs kockázat csökkentése. Számos okból előnyös a prédaállatoknak csoportot alkotni. Ezen előnyök egyik komponensét magyarázza az "önző banda"-hipotézis. Eszerint ha egy ragadozó megtámad egy prédaállatokból álló csoportot, akkor a prédaegyedekre nehezedő predációs kockázat a csoportot alkotó egyedek között átlagosan megoszlik, így nagyobb a túlélés esélye. Egyszerűen fogalmazva: ha egy ragadozó találkozik egy prédaállattal, akkor a préda biztos lehet abban, hogy megeszik. De ha ugyanaz a ragadozó úgy találkozik ugyanazzal a prédával, hogy másik 10.000 préda is ott van vele együtt, már sokkal nagyobb az esélye a menekülésre. A túl sok préda jelenléte megzavarhatja a ragadozót, amely így nem tud egy üldözendő egyedre koncentrálni, ami rontja a hatékonyságát. Ezt a vizuális megtévesztést segíti a halrajokat alkotó halak csillogó kültakarója vagy a zebrák csíkjai is. Előnyt jelenthet a "több szem többet lát" elve is. Ha több prédaállat táplálkozik egy helyen, az egyes egyedeknek kevesebb időt kell a lehetséges ragadozók kémlelésével tölteniük, így több idejük jut táplálkozásra. Ezzel együtt a csoport összes tagjának összes nézési ideje mégis nőni fog.

## A rangsor
A belső szerkezettel rendelkező valódi csoportok esetében megfigyelhető, hogy a csoportot alkotó egyedek nem ugyanúgy viselkednek egymással, eltérő mértékben részesülnek a csoport által birtokolt erőforrásokból, egy szóval: nem egyenrangúak. Ezt a jelenséget szociális hierarchiának (rangsornak) nevezzük. Két, a csoportba tartozó egyed rangsorban elfoglalt helyének különbségét dominancia-viszonynak nevezzük. A rangsorban feljebb elhelyezkedő egyed domináns a másikkal szemben, míg a másik szubordináns hozzá képest. A rangsorokat többféleképpen lehet osztályozni:
- a rangsor szintjeinek bonyolultsága szerinti osztályozás: vannak csoportok, amelyeken egy egyed domináns az összes többi felett, ezt a típusú rangsort despotizmusnak nevezzük. Ilyet találunk például a poszméheknél. Ha a rangsor szintjein csak egy-egy egyed helyezkedik el, akkor a hierarchia lineáris. Ennek tipikus példája a tyúkok rangsora, amit "csípésrend"-nek (pecking order) nevezünk. A csípésrend kifejezést általános értelemben, más fajok rangsoraira is szokás használni. A legbonyolultabb rangsor a hálózatos hierarchia, ahol az egyes szinteken több egyed található, amelyek egymáshoz képest nem dominánsak és nem alávetettek. A nagyszámú egyet tartalmazó csoportok rangsorai mindig hálózatosak.
- a rangsor kontextusfüggése szerinti osztályozás: ha minden helyzetben ugyanolyan sorrendben részesülnek a csoport egyes tagjai az erőforrásokból, akkor a hierarchia abszolút. Azonban előfordul, hogy bizonyos helyzeteben, például az alárendelt egyedek hálóhelyének közelében a rangsor átrendeződik, és egy egyébként domináns egyed aláveti magát egy máshol szubordinánsnak. Erre példát találunk a házi macskáknál. Ekkor relatív rangsorról beszélünk.

A rangsor megléte azért előnyös a csoport összes tagja számára (tehát nem csak a domináns egyedeknek), mert csökkenti a csoporton belüli versengést az erőforrásokért, így az agresszív összecsapások számát is. A rangsor nem állandó. Időről időre átrendeződhet. Ha egy fiatalabb egyed át akarja venni egy másik állat rangsorban elfoglalt előkelő pozícióját, egyszeri harccal eldöntik a kérdést, majd utána nem harcolnak minden egyes táplálék darabkáért, így elkerülik az esetlegesen végzetes következményekkel járó sérülések kockázatát. A rangsor másik előnye, hogy biztosítja a források leghatékonyabb elosztását a csoporton belül.

## A csoportos élet hátrányai
A csoportos élet előnyein túl hátrányai is vannak. Limitálhatja a csoport méretét vagy extrém esetekben meg is gátolhatja a csoportok létrejöttét az élőhely táplálék-ellátottsága. Ha egy adott élőhelyen nincs elegendő hozzáférhető táplálék több állat számára, akkor csoportok nem alakulhatnak ki. Az erőforrások limitáltak, ezért növekedhet a csoporton belüli kompetíció (versengés) a forrásokért. E versengés növelheti a csoporttagok közötti agresszív interakciók gyakoriságát, amely minden részt vevő fél fitneszét (rátermettségét) csökkenti. az állatok közelsége megkönnyítheti a kórokozók, járványos betegségek elterjedését is.

## Lásd még
- Méhtánc és remegőtánc